# Pápay József (nyelvész)
Pápay József (Nagyigmánd, 1873. július 1. – Debrecen, 1931. június 9.) nyelvész, a  magyar finnugrisztika jelentős képviselője, a debreceni egyetem első magyar és finnugor nyelvészet professzora; Zichy Jenő harmadik expedíciójának tagja, az obi-ugor népek és nyelvek kutatója, a Magyar Tudományos Akadémia tagja volt.

## Életpályája
Kisbirtokos szülei, id. Pápai József és Somogyi Erzsébet kilencedik gyermekeként született, édesapját kétéves korában elvesztette, ezután a család nehéz körülmények között élt. Az elemit a nagyigmándi református iskolában, középiskolai tanulmányait 1885-1892 között Pápán végezte; már ekkor franciául, olaszul, sőt törökül is tanult. 1891-ben édesanyja is elhunyt, ekkortól a bátyja lett a gyámja. A pesti egyetemen a bölcsészettudományi karra iratkozott be, ahol többek között franciával, latinnal, esztétikával és magyar-ugor összehasonlító nyelvészettel foglalkozott, ifj. Szinnyei József finnugor és Simonyi Zsigmond magyar előadásait hallgatta. Még egyetemi hallgató korában Szarvas Gáborhoz került adlátusnak, aki szintén nagy befolyást gyakorolt szellemi életére. Ebben az időben részt vett a Magyar Nyelvőr szerkesztési munkálataiban és megjelent egy dialektológiai tanulmánya is. Simonyi előadásainak nyomán kezdett érdeklődni Reguly Antal tevékenysége iránt, az Akadémia levéltárában megismerkedett a kéziratban, magyarázatok nélkül maradt hagyatékkal és eldöntötte, hogy megpróbálja megfejteni a szövegeket.
Simonyi Zsigmond és Gyulai Pál ajánlására 1897-ben Zichy Jenő gróf felkérte, hogy harmadik ázsiai expedíciójában mint nyelvész vegyen részt. Decemberben érkezett utazásának első állomására, Szentpétervárra. Itt a következő év március végéig előtanulmányokat folytatott, közben néhány hétre ellátogatott Helsingforsba (Helsinki) is, ahol megismerkedett a finnugor nyelvészet több ismert képviselőjével. Szentpétervárról Moszkván és Kijeven át Odesszába ment, hogy ott társaihoz, Jankó Jánoshoz és Pósta Bélához csatlakozzon, akikkel együtt azután Tifliszbe (Tbiliszi), az expedíció találkozóhelyére utazott.

### Az osztjákoknál
Kétheti tifliszi tartózkodás után elvált az expediciótól és Novorosszijszkon át Kazany felé vette útját. Itt az egyetemi könyvtárban és az egyetem néprajzi múzeumában dolgozott, csuvas, tatár, baskir, mordvin, mari (cseremisz) és udmurt (votják) nyelvű vallásos szövegeket vizsgált át. Ezután a Kazanyi kormányzóság Csebokszari kerületében egy hónapig a csuvas nyelvet tanulmányozta, Zolotnyickij csuvas szótárát is átírta. Permen, Jekatyerinburgon és Tyumenyen keresztül Tobolszkba, az expedíció második találkozóhelyére érkezett, onnan indult 1898. július 1-jén az osztjákok (hantik) közé. Az Irtis partján fekvő Szamarovóba (ma: Hanti-Manszijszk) utazott, majd az északi osztjákokat kereste fel. Reguly Antal útvonalát követve Berjozovba (ma: Berjozovo) ment, onnan ő is eljutott az Északi Sarkkörön, az Ob torkolatánál fekvő Obdorszkba (ma: Szalehard).
Eközben itthon egykori tanára, Simonyi Zsigmond Reguly osztják gyűjtéséből négy hőséneket lemásoltatott és postára adott, hogy Pápay az obdorszki vásárra érkező osztjákok segítségével próbálja megfejteni őket. Végül sikerült is megfejtenie a Reguly által egykor lejegyzett szövegeket, melyek nagy elődje korai halála után minden magyarázó jegyzet nélkül maradtak hátra. Ezután tovább indult északra, felkereste az osztjákok környékbeli településeit, feljegyezte énekeiket, szokásaikat, nyelvészeti, néprajzi adatgyűjtést végzett. Útja során, Regulyhoz hasonlóan, térképvázlatokat is készített az általa bejárt vidékről. Az osztjákok után Pápay a baskírokhoz készült, hogy Zichy Jenő kívánságára bizonyítékokat keressen a baskír és a magyar nyelv esetleges hasonlóságára. Betegsége miatt végül lemondott a baskír útról. Az expedíció tagjai közül utolsóként, 1899 júliusában érkezett vissza Budapestre.

### Újra itthon
Egy évig pihent, rendezgette gyűjteményét. 1901. január 1-jétől a Magyar Tudományos Akadémia könyvtárában dolgozott, 1903-ban kinevezték könyvtártisztté. 1905-ben megjelentette „Osztják népköltési gyűjtemény” című művét (Budapest–Leipzig), melyért akadémiai kitüntetésben részesült. 1907-től 1908-ig Szily Kálmánnal, Gombocz Zoltánnal szerkesztette a Magyar Nyelv c. nyelvtudományi szakfolyóiratot. 1908-ban a Magyar Tudományos Akadémia levelező tagja lett.
1908-1914 között a debreceni Református Kollégium bölcsészeti szakán tanított, majd 1914. augusztus 26-án az akkor alakult debreceni egyetem Magyar és Finnugor Nyelvészeti Tanszékének professzorává nevezték ki (1914–1931). Csaknem haláláig egyedül látta el a tanszéki feladatokat, 1915. december 18-án az egyetem első díszdoktorává avatták. Az 1917/18-as tanévben az egyetem dékánja volt. Egyetemi munkája mellett osztják gyűjteményeinek feldolgozását tekintette fő feladatának. Kb. 155 ív terjedelmű osztják népköltészeti és néprajzi szövegének többsége azonban kéziratban, részben publikálásra alkalmas állapotban maradt hátra. Északi-osztják szótárának közel 20 000 cédulából álló anyaga az MTA Kézirattárában található.

## Fontosabb munkáiból
- Reguly Antal emlékezete. Bp., 1905.
- Nyelvészeti tanulmányutam az éjszaki osztjákok földjén. (Osztják népköltészet) Budapesti Szemle, 1905.
- Osztják népköltési gyűjtemény. Az osztják népi hitvilágra vonatkozó hősi énekek, istenidéző igék és medveénekek. Reguly Antal hagyatéka és saját gyűjtése alapján közzéteszi: Pápay József. Zichy Jenő gróf harmadik ázsiai utazása. V. Bp. 1905.
- Reguly Antal uráli térképe. Földrajzi Közlemények. XXXIV. évf. 9., 1906.
- Nyelvünk finnugor eredetének kérdése Sajnovics és Gyarmathy felléptéig. Debrecen, 1909.
- Északi-osztják nyelvtanulmányok. I. Bp., 1910.
- A magyar nyelvhasonlítás története. Bp., 1922.
- A finnugor népek és nyelvek ismertetése. Bp., 1922.
- Északi osztják medveénekek. Adalékok az obi-ugor népek medvekultuszához. Saját gyűjtése és Reguly Antal hagyományai alapján feldolg.: Pápay József. Sajtó alá rendezte: Fazekas Jenő. Bp., 1934.

## Hagyatékának kiadásai
- A Pápay által gyűjtött szövegek egy részét Fazekas Jenő (1934-ben), Zsirai Miklós (1944-ben és 1951-ben), Fokos Dávid (1963-ban) és Erdélyi István (1972-ben) jelentette meg.
- Északi osztják szójegyzék. Összeáll. Beke Ödön. Budapest: ELTE. 1959.
- Vértes Edit az általa alapított debreceni Bibliotheca Pápayensis című sorozat I–VI. és VIII. köteteiben 1988-tól kezdődően, fotoprint eljárással közzétette az eredeti, kézírással lejegyzett nyelvtani, néprajzi, mitológiai szövegek hasonmását. A sorozat VII. kötete Agyagási Klára feldolgozásával és bevezetőjével Pápay csuvas hagyatékát tartalmazza.